# Gavarnie
Gavarnie là một xã trong vùng hành chính Occitanie, thuộc tỉnh Hautes-Pyrénées, quận Argelès-Gazost, tổng Luz-Saint-Sauveur. Tọa độ địa lý của xã là 42° 43' vĩ độ bắc, 00° 00' kinh độ đông. Gavarnie có điểm thấp nhất là 1200 mét và điểm cao nhất là 3298 mét. Xã có diện tích 82,54 km², dân số vào thời điểm 1999 là 164 người; mật độ dân số là 1 người/km².

## Thông tin nhân khẩu
| 1962 | 1968 | 1975 | 1982 | 1990 | 1999 |
| ---- | ---- | ---- | ---- | ---- | ---- |
| 121  | 167  | 162  | 169  | 177  | 164  |